# Неохори (дем Ламия)
Неохори (на гръцки: Νεοχώρι) е село във Фтиотида, Централна Гърция, в планината Ета. Селото видно и от името е ново. Образувано от преселници от Сули около 1600 г. Селото е дервентджийско за охрана на прохода от Зейтуни към Лидорики по османско време. Неохори заедно с Мармара (до 1927 г. се казва Селяни) оформя своеобразна порта по планинския път. 
Основен поминък на селяните е животновъдството. По време на Втората световна война и гражданската война в Гърция селото е опожарявано заради подкрепата си за ЕЛАС. Селото е гъбарско. 
Главната църква в селото е посветена на Свети Николай и датира от 1650 г., имайки типична поствизантийска архитектура. Селото празнува Илинден и почита св. Петка.